# Liste der Bücher von Wolfgang Hohlbein
Wolfgang Hohlbein gilt als einer der produktivsten deutschsprachigen Autoren der Gegenwart. Die Anzahl seiner Werke, die er vor allem zu Beginn seiner Karriere unter verschiedenen Pseudonymen veröffentlichte, beträgt inzwischen mehr als 200 Bücher. Viele seiner Romane schrieb Hohlbein nicht allein, sondern in Zusammenarbeit mit anderen Autoren, insbesondere seiner Frau Heike Hohlbein und seiner Tochter Rebecca Hohlbein.
Die ISBN und der Verlag beziehen sich auf die aktuelle Ausgabe.

## Kinderbücher
Ab 1985 begann Hohlbein, zuweilen in Zusammenarbeit mit seiner Frau, Bücher zu verfassen, die explizit für Kinder geschrieben sind.

### Einzelromane
- Es begann am frühen Morgen (1985, Schneider, ISBN 3-505-09069-7)
- Kein Platz mehr im Hundehimmel (1986 (2004), mit Heike Hohlbein, Ueberreuter, ISBN 3-8000-5111-7)
- Pizzabande – Band 17: Zucker im Tank oder Die Hehlerbande (1986, Schneider, ISBN 3-505-04126-2)
- Saint Nick – Der Tag, an dem der Weihnachtsmann durchdrehte (1997, Heyne, ISBN 3-453-14995-5)
- Teufelchen (1997, mit Heike Hohlbein, Thienemann, ISBN 3-522-17297-3)
- Die wilden Schwäne (2014, mit Heike Hohlbein, arsEdition, ISBN 978-3-8458-0794-2)
- Drachenbrüder: Der Schwur des Dschingis Khan (2015, Ueberreuter Verlag, ISBN 978-3-7641-7046-2)

### Zyklen
Barbie
(unter dem Pseudonym Angela Bonnella)
- 1: Barbie Superstar (1991, Xenos, ISBN 3-8212-1201-2)
- 2: Barbie in Afrika (1991, Xenos, ISBN 3-8212-1202-0)
- 3: Barbie und das Fitness-Studio (1991, Xenos, ISBN 3-8212-1203-9)

Die Wolf-Gäng
- 1: Das Haus der Geister (Juli 2007, Egmont Franz Schneider, ISBN 978-3-505-12408-2)
- 2: Ein finsteres Geheimnis (Juli 2007, mit Dieter Winkler, Egmont Franz Schneider, ISBN 978-3-505-12409-9)
- 3: Der Wächter der Wahrheit (Januar 2008, mit Rebecca Hohlbein, Egmont Franz Schneider, ISBN 978-3-505-12410-5)
- 4: Draci gegen die Schweinebande (September 2008, mit Dieter Winkler, Egmont Franz Schneider, ISBN 978-3-505-12464-8)
- 5: Die Rückkehr der Trolle (März 2010, mit Rebecca Hohlbein, Egmont Franz Schneider, ISBN 978-3-505-12524-9)
- 6: Rettet die Elfen (Hörspiel) (April 2010, mit Dieter Winkler, Bastei Lübbe (Lübbe Audio), ISBN 978-3-7857-4310-2)

Drachenthal
(mit Heike Hohlbein)
- 1: Die Entdeckung (2002, Ueberreuter, ISBN 3-8000-2058-0)
- 2: Das Labyrinth (2003, Ueberreuter, ISBN 3-8000-2077-7)
- 3: Die Zauberkugel (2003, Ueberreuter, ISBN 3-8000-5032-3)
- 4: Das Spiegelkabinett (2004, Ueberreuter, ISBN 3-8000-5042-0)
- 5: Die Rückkehr (August 2007, Ueberreuter, ISBN 978-3-8000-5105-2)

Gespenst ahoi!
- 1: Ein Gespenst an Bord (1987, Schneider, ISBN 3-505-09691-1)
- 2: Die gestohlene Geisterkiste (1988, Schneider, ISBN 3-505-09771-3)
- 3: Das schottische Geisterschloß (1988, Schneider, ISBN 3-505-09772-1)
- 4: Achtung, Kamera ab! (1989, Schneider, ISBN 3-505-04125-4)
- Sammelband 1-3: Gespenst ahoi! (2002, Schneider, ISBN 3-505-11763-3)
- Sammelband 1-3: Gespenstergeschichten (1995, Schneider, ISBN 3-505-10085-4)

Norg
(mit Heike Hohlbein)
- 1: Im verbotenen Land (2002, Thienemann, ISBN 3-522-17493-3)
- 2: Im Tal des Ungeheuers (2003, Thienemann, ISBN 3-522-17510-7)

Irondead
- Irondead – Der zehnte Kreis (2014, Egmont INK, ISBN 978-3-86396-066-7)
- Irondead – Der achte Tag (2015, Egmont INK, ISBN 978-3-86396-077-3)

## Fantasy
In diesem Unterpunkt stehen reine Fantasy-Bücher, die in einer erfundenen Phantasiewelt spielen und nicht real existierende Wesen oder auch die Magie thematisieren.

### Einzelromane
- Die Bedrohung (1994, mit Heike Hohlbein, Ueberreuter, ISBN 3-8000-2408-X)
- Drachenfeuer (1988, mit Heike Hohlbein, Ueberreuter, ISBN 3-8000-2295-8)
- Der Drachentöter (1989, unter dem Pseudonym Martin Heidner, Loewe, ISBN 3-7855-2269-X)
- Elfentanz (1984, mit Heike Hohlbein, Ueberreuter, ISBN 3-8000-2246-X)
- Die Heldenmutter (1985, mit Heike Hohlbein, Lübbe, ISBN 3-404-25267-5)
- Midgard (1987, mit Heike Hohlbein, Ueberreuter, ISBN 3-8000-2281-8)
- Das Vermächtnis der Feuervögel (2003, Piper, ISBN 3-492-26508-1)
- Infinity: Der Turm (März 2011, Piper, ISBN 978-3-492-70223-2) Hörbuch ISBN 978-3-86952-079-7
- Die Schneekönigin (Oktober 2015, arsEdition, ISBN 978-3-8458-1202-1)
- Der Orkling / der Hammer der Götter (Oktober 2013, Bastei Lübbe, ISBN 978-3-404-20740-4)
- Laurin (März 2016, mit Heike Hohlbein, Ueberreuter Verlag, ISBN 978-3-7641-7058-5)

### Zyklen
Das Herz des Waldes
- 1: Gwenderon (1987, Goldmann, ISBN 3-442-23919-2)
- 2: Cavin (1987, Goldmann, ISBN 3-442-23920-6)
- 3: Megidda (1987, Goldmann, ISBN 3-442-23921-4)
- Sammelband 1-3: Gwenderon-Cavin-Megidda (1994, Weitbrecht, ISBN 3-522-71645-0)

Das Schwarze Auge – Das Jahr des Greifen (mit Bernhard Hennen)
- 1: Der Sturm (1993, Bastei-Lübbe, ISBN 3-404-20222-8)
- 2: Die Entdeckung (1994, Bastei-Lübbe, ISBN 3-404-20226-0)
- 3: Die Amazone (1994, Bastei-Lübbe, ISBN 3-404-20231-7)
- Sammelband Das Jahr des Greifen 1-3: Drei Romane in einem Band (1995, Bastei-Lübbe, ISBN 3-404-25270-5)

Die Asgard-Saga
- 0: Der Hammer der Götter (2010, Bastei Lübbe, ISBN 978-3-8387-0589-7)
- 1: Thor (2010, Bastei Lübbe, ISBN 978-3-7857-2392-0)
- 2: Die Tochter der Midgardschlange (2010, Baumhaus Verlag Köln, ISBN 978-3-8339-3901-3)

Der Drachenzyklus
- 1: Die Töchter des Drachen (1987, Bastei-Lübbe, ISBN 3-404-20152-3)
- 2: Der Thron der Libelle (1991, Bastei-Lübbe, ISBN 3-404-20306-2)
- Sammelband 1-2: Zwei Romane in einem Band (2003, Bastei-Lübbe, ISBN 3-8289-7671-9)

Wolfsnebel
- 1: Der Rabenritter (1986, Ueberreuter, ISBN 3-8000-2635-X)
- 2: Der Schattenmagier (1987, Ueberreuter, ISBN 3-8000-2877-8)

Die Nacht des Drachen
(unter dem Pseudonym Michael Marks)
- 1: Das Drachenkind (1986, Franckh-Kosmos, ISBN 3-440-05590-6)
- 2: Das Felsenvolk (1987, Franckh-Kosmos, ISBN 3-440-05747-X)
- Sammelband 1-2: Zwei Romane in einem Band (1998, Ueberreuter, ISBN 3-8000-2537-X)

Die Saga von Garth und Torian
Band 1–3 zusammen mit Dieter Winkler, Band 4–6 zusammen mit Frank Rehfeld
- 1: Die Stadt der schwarzen Krieger (1985, Goldmann, ISBN 3-442-23877-3)
- 2: Die Tochter des Magiers (1987, Goldmann, ISBN 3-442-23922-2)
- 3: Die Katakomben der letzten Nacht (1987, Goldmann, ISBN 3-442-23923-0)
- 4: Die Straße der Ungeheuer (1988, Goldmann, ISBN 3-442-23924-9)
- 5: Die Arena des Todes (1988, Goldmann, ISBN 3-442-23925-7)
- 6: Der Tempel der verbotenen Träume (1988, Goldmann, ISBN 3-442-23926-5)
- Sammelband 1-3: Die Saga von Garth und Torian I (1995, Blanvalet / Goldmann, ISBN 3-442-24247-9)
- Sammelband 4-6: Die Saga von Garth und Torian II (1996, Blanvalet / Goldmann, ISBN 3-442-24249-5)

El Mercenario
(Erweiterung nach der Comicvorlage von Vicente Segrelles)
- 1: Der Söldner (1992, Bastei-Lübbe, ISBN 3-404-71100-9)
- 2: Die Formel des Todes (1992, Bastei-Lübbe, ISBN 3-404-71101-7)
- 3: Die vier Prüfungen (1993, Bastei-Lübbe, ISBN 3-404-71102-5)
- 4: Das Opfer (1995, Bastei-Lübbe, ISBN 3-404-71103-3)

Enwor
(zusammen mit Dieter Winkler)
- 1: Der wandernde Wald (1983) ISBN 3-442-24947-3
- 2: Die brennende Stadt/Der Stein der Macht 1 (1983) ISBN 3-442-24948-1
- 3: Das tote Land/Der Stein der Macht 2 (1984) ISBN 3-442-24949-X
- 4: Der steinerne Wolf/Der Stein der Macht 3 (1984) ISBN 3-442-24950-3
- 5: Das schwarze Schiff (1984) ISBN 3-442-24951-1
- 6: Die Rückkehr der Götter (1987) ISBN 3-442-24952-X
- 7: Das schweigende Netz (1988) ISBN 3-442-24953-8
- 8: Der flüsternde Turm (1989) ISBN 3-442-24954-6
- 9: Das vergessene Heer (1989) ISBN 3-442-24955-4
- 10: Die verbotenen Inseln (1989) ISBN 3-442-24956-2
- 11: Das elfte Buch (1999) ISBN 3-442-24957-0

Enwor – Neue Abenteuer:
- 1: Das magische Reich (2004) ISBN 3-492-26531-6
- 2: Die verschollene Stadt (2004) ISBN 3-492-26532-4
- 3: Der flüsternde See (2005) ISBN 3-492-26533-2
- 4: Der entfesselte Vulkan (2005) ISBN 3-492-26534-0

Märchenmond
(mit Heike Hohlbein)
- 1: Märchenmond (1982, Ueberreuter, ISBN 3-8000-2891-3)
- 2: Märchenmonds Kinder (1990, Ueberreuter, ISBN 3-8000-2889-1)
- 3: Märchenmonds Erben (1998, Ueberreuter, ISBN 3-8000-2890-5)
- Sammelband 1-2: Zwei Romane in einem Band (1999, Heyne)
- Sammelausgabe 1-3: Märchenmond /mit Fan-CD (Juli 2002, Ueberreuter)
- Das Märchen von Märchenmond (August 1999, Ueberreuter, ISBN 3-8000-2607-4)
- Die Zauberin von Märchenmond (September 2005, Ueberreuter, ISBN 3-8000-5175-3)
- Luxusausgabe in Samt von Die Zauberin von Märchenmond (2005, Ueberreuter)
- Silberhorn (2009, Ueberreuter, ISBN 978-3-8000-5448-0)

Die Chroniken der Elfen
- 1: Elfenblut (2009, Otherworld Verlag, ISBN 978-3-8000-9503-2)
- 2: Elfenzorn (2010, Otherworld Verlag, ISBN 978-3-8000-9514-8)
- 3: Elfentod (2011, Otherworld Verlag, ISBN 978-3-8000-9532-2)

## Phantastik
Bücher, deren Handlung zwar Fantasy-Elemente wie Fabelwesen oder Magie enthalten, jedoch – zumindest in großen Teilen – in der realen Welt spielen.

### Einzelromane
- Das Avalon-Projekt (2000, Droemer Knaur, ISBN 3-426-61866-4)
- Das Buch (August 2003, mit Heike Hohlbein, Ueberreuter, ISBN 3-8000-2997-9)
- Das Druidentor (1993, Droemer Knaur, ISBN 3-426-61867-2)
- Der Greif (1989, mit Heike Hohlbein, Ueberreuter, ISBN 3-8000-5214-8)
- Der Widersacher (1995, Lübbe, ISBN 3-404-25351-5 oder, ISBN 3-7857-0765-7)
- Die Rückkehr der Zauberer (1996, Droemer/Knaur, ISBN 3-426-61869-9)
- Dreizehn (1995, mit Heike Hohlbein, Arena, ISBN 3-401-02897-9)
- Katzenwinter (1997, mit Heike Hohlbein, Ueberreuter, ISBN 3-8000-2512-4)
- Krieg der Engel (1999, mit Heike Hohlbein, Ueberreuter, ISBN 3-8000-5137-0)
- Schattenjagd (1996, mit Heike Hohlbein, Heyne, ISBN 3-453-53005-5)
- Spiegelzeit (Oktober 1991, mit Heike Hohlbein).Heyne, ISBN 3-453-18925-6)
- Unterland (1992, mit Heike Hohlbein, Ueberreuter, ISBN 3-8000-2057-2)
- WASP (Juli 2008, Ueberreuter, ISBN 978-3-8000-5436-7)

### Zyklen
Anders
(mit Heike Hohlbein)
- 1: Die tote Stadt Ueberreuter, Juli 2004, ISBN 3-8000-5073-0
- 2: Im dunklen Land Ueberreuter, August 2004, ISBN 3-8000-5087-0
- 3: Der Thron von Tiernan Ueberreuter, September 2004, ISBN 3-8000-5088-9
- 4: Der Gott der Elder Ueberreuter, Oktober 2004, ISBN 3-8000-5089-7

Der Magier
- 1: Der Erbe der Nacht (1989, Heyne, ISBN 3-85492-955-2)
- 2: Das Tor ins Nichts (1989, Heyne, ISBN 3-85492-953-6)
- 3: Der Sand der Zeit (1989, Heyne, ISBN 3-85492-954-4)

Genesis
(mit Heike Hohlbein)
- 1: Eis (August 2006, Ueberreuter, ISBN 3-8000-5257-1)
- 2: Stein (September 2006, Ueberreuter, ISBN 3-8000-5266-0)
- 3: Diamant (Oktober 2006, Ueberreuter, ISBN 3-8000-5267-9)

## Historisches
Diese Bücher haben ein historisches Geschehen als Hintergrund, sind jedoch meist mit Fantasy-Elementen angereichert.

### Einzelromane
- Das Paulus-Evangelium (2006, vgs, ISBN 3-8025-3479-4)
- Das Siegel (1987, Ueberreuter, ISBN 3-8000-2280-X)
- Der lange Weg nach Ithaka (1989, unter dem Pseudonym Martin Heidner, Loewe, ISBN 3-7855-2134-0)
- Odysseus (1997, = Neuauflage von "Der lange Weg nach Ithaka", Ueberreuther, ISBN 3-8000-2486-1)
- Die Kinder von Troja (1984, Lübbe, ISBN 3-404-25444-9)
- Hagen von Tronje (Januar 1986, Heyne, ISBN 3-453-53024-1)

### Zyklen
Das Blut der Templer
- 1: Das Blut der Templer (Dezember 2004, vgs, ISBN 3-8025-3436-0) (das Buch zum gleichnamigen Zwei-Teiler auf ProSieben im Herbst 2004)
- 2: Die Nacht des Sterns (September 2005, mit Rebecca Hohlbein, vgs, ISBN 3-8025-3478-6)

Die Himmelsscheibe
- 1: Die Tochter der Himmelsscheibe (März 2005, Piper, ISBN 3-492-70068-3)
- 2: Die Kriegerin der Himmelsscheibe (Dezember 2010, Piper, ISBN 978-3-492-70222-5)

Die Chronik der Unsterblichen
- 1: Am Abgrund (1999, vgs, ISBN 3-8025-2667-8)
- 2: Der Vampyr (2000, vgs, ISBN 3-8025-2771-2)
- 3: Der Todesstoß (2001, vgs, ISBN 3-8025-2798-4)
- 4: Der Untergang (2002, vgs, ISBN 3-8025-2934-0)
- 5: Die Wiederkehr (2003, vgs, ISBN 3-8025-2935-9)
- 6: Die Blutgräfin (2004, vgs, ISBN 3-8025-3372-0)
- 7: Der Gejagte (2004, vgs, ISBN 978-3-548-26392-2)
- 8: Die Verfluchten (2005, vgs, ISBN 3-8025-3459-X)
- 8,5: Blutkrieg (2007, vgs, ISBN 3-8025-3624-X)
- 9: Das Dämonenschiff (2007, vgs, ISBN 978-3-8025-3539-0)
- 10: Göttersterben (2008, vgs, ISBN 978-3-8025-1793-8)
- 11: Glut und Asche (Oktober 2009, Egmont Lyx, ISBN 978-3-8025-8248-6)
- 11,5: Seelenraub (März 2013, Egmont Lyx)
- 12: Der schwarze Tod (Oktober 2010, Egmont Lyx, ISBN 978-3-8025-8395-7)
- 13: Der Machdi (Oktober 2011, Egmont Lyx, ISBN 978-3-8025-8494-7)
- 14: Pestmond (14. Februar 2013, Egmont Lyx, ISBN 978-3-8025-8840-2)
- 15: Nekropole (17. Oktober 2013, Egmont Lyx, ISBN 978-3-8025-8841-9)
- 16: Dunkle Tage (2017, Egmont Lyx, ISBN 978-3-7363-0096-5)

Die Legende von Camelot
(mit Heike Hohlbein)
- 1: Gralszauber (2000, Ueberreuter, ISBN 3-8000-2661-9)
- 2: Elbenschwert (2001, Ueberreuter, ISBN 3-8000-2678-3)
- 3: Runenschild (2002, Ueberreuter, ISBN 3-8000-2774-7)
- Sammelausgabe 1-3: Die Legende von Camelot (2005, Ueberreuter, ISBN 3-8000-5166-4)

Die Nibelungen-Saga
(mit Torsten Dewi)
- 1: Der Ring der Nibelungen (2004, Heyne, 2004, ISBN 3-453-53026-8)
- 2: Die Rache der Nibelungen (2007, Heyne, 2007, ISBN 978-3-453-53268-7)
- 3: Das Erbe der Nibelungen (2010, Heyne, 2010, ISBN 978-3-453-53333-2)
- Sammelausgabe 1-2: Die Nibelungen-Saga (Heyne, 2008, ISBN 978-3-453-53287-8)

Die Templerin
- 1: Die Templerin (1999, Heyne, ISBN 3-453-17738-X)
- 2: Der Ring des Sarazenen (2002, Heyne, ISBN 3-453-86988-5)
- 3: Die Rückkehr der Templerin (2004, Heyne, ISBN 3-453-87919-8)
- 4: Das Wasser des Lebens (2008, Heyne, mit Rebecca Hohlbein, ISBN 978-3-453-26608-7)
- 5: Das Testament Gottes (2011, Heyne, mit Rebecca Hohlbein, ISBN 978-3-453-26677-3)
- 6: Das Band des Schicksals (2017, Heyne, mit Rebecca Hohlbein, ISBN 978-3-453-41959-9)

Kevin von Locksley
- 1: Kevin von Locksley (1994, Bastei Lübbe, ISBN 3-404-18605-2)
- 2: Der Ritter von Alexandria (1994, Bastei Lübbe, ISBN 3-404-18606-0)
- 3: Die Druiden von Stonehenge (1995, Bastei Lübbe, ISBN 3-404-18607-9)
- 4: Der Weg nach Thule [mit offenem Ende, da der angekündigte 5. Band: Die Pyramiden von Atztlan nie erschien!] (1995, Bastei Lübbe, ISBN 3-404-18619-2)
- Sammelband 1-2: Kevins Reise (2000, Lübbe)
- Sammelband 3-4: Kevins Schwur [mit neuem Ende!] (2000, Lübbe, ISBN 3-404-14392-2)
- Sammelband 1-4: Zwei Romane in einem Band (2007, Lübbe, ISBN 978-3-8289-8610-7)
- Sammelband 1-4: Kevin von Locksley (2009, Lübbe, ISBN 978-3-404-15962-8)

## Horror
Bücher, die dem Genre Horror entsprechen.

### Einzelromane
- Das Teufelsloch (1990, Heyne, ISBN 3-453-21221-5)
- Der Inquisitor (1990, Lübbe, ISBN 3-404-15203-4)
- Die Moorhexe (1988, Lübbe, ISBN 3-404-25268-3)
- Die Prophezeiung (1993, mit Heike Hohlbein, Ueberreuter, ISBN 3-8000-5043-9)
- Die Schatten des Bösen (1992, Lübbe, ISBN 3-404-28319-8)
- Dunkel (Mai 1999, Lübbe, ISBN 3-404-14478-3)
- Geisterstunde (1991, Lübbe, ISBN 3-404-25681-6)
- Giganten (1993, mit Frank Rehfeld, Lübbe, ISBN 3-404-13539-3)
- Halloween (2000, Lübbe, ISBN 3-404-25676-X)
- Videokill (1992, Goldmann, ISBN 3-442-08095-9)
- Im Netz der Spinnen (1998, = Neuauflage von "Videokill", Heyne, ISBN 3-453-13090-1)
- Kreuzfahrt – Eine Reise in den Horror (1988, Bastei-Lübbe, ISBN 3-404-13156-8)
- Magog (1990, Goldmann, ISBN 3-442-55359-8)
- Wolfsherz (September 1997, Lübbe, ISBN 3-404-25565-8)
- Wyrm (1998, Droemer/Knaur, ISBN 3-426-61868-0)
- Unheil (2007, Piper, ISBN 978-3-492-70156-3)
- Verderben – Kinder des Zorns (2022, Piper, ISBN 978-3-492-70443-4)
- Der Ruf der Tiefen (2014, Piper, ISBN 978-3-492-28005-1)
- Mörderhotel (2015, Bastei Lübbe, ISBN 978-3-7857-2548-1)
- Anubis (Januar 2005, Lübbe, ISBN 3-7857-2178-1)
- Horus (Juni 2007, Lübbe, ISBN 978-3-7857-2257-2)
- Killer City (März 2018, Lübbe, ISBN 978-3-7857-2598-6)

### Zyklen
Apokalypse-Trilogie
- 1: Flut (2001, Droemer/Knaur, ISBN 3-426-62150-9)
- 2: Feuer (Dezember 2004, Droemer/Knaur, ISBN 3-426-66182-9)
- 3: Sturm (2007, Droemer/Knaur, ISBN 978-3-426-66168-0)

Azrael
- 1: Azrael (1994, Heyne, ISBN 3-453-09973-7)
- 2: Azrael – Die Wiederkehr (1998, Heyne, ISBN 3-453-13144-4)
- Sammelband 1-2: Zwei Romane in einem Band (2002, Heyne, ISBN 3-453-21222-3)

Der Hexer von Salem
1. Robert Craven – Die Spur des Hexers (2003)
2. Robert Craven – Als der Meister Starb (2003)
3. Robert Craven – Das Haus am Ende der Zeit (2003)
4. Robert Craven – Tage des Wahnsinns (2003)
5. Robert Craven – Der Seelenfresser (2003)
6. Robert Craven – Die Chrono-Vampire (2003)
7. Robert Craven – Im Bann des Puppenmachers (2003)
8. Robert Craven – Engel des Bösen (2003)
9. Robert Craven – Dagon – Gott aus der Tiefe (2003)
10. Robert Craven – Wer den Tod Ruft (2003)
11. Robert Craven – Der achtarmige Tod (2003)
12. Robert Craven – Die Hand des Dämons (2003)
13. Robert Craven – Ein Gigant Erwacht (2003)
14. Robert Craven – Necron – Legende des Bösen (2003)
15. Robert Craven – Der Koloss von New York (2003)
16. Robert Craven – Stirb, Hexer! (2003)
17. Robert Craven – Das Auge des Satans (2004)
18. Robert Craven – Endstation Hölle (2004)
19. Robert Craven – Der Abtrünnige Engel (2004)
20. Robert Craven – Hochzeit mit dem Tod (2004)
21. Robert Craven – Der Sohn des Hexers I (2004)
22. Robert Craven – Der Sohn des Hexers II (2004)
23. Robert Craven – Das Labyrinth von London (2004)
24. Robert Craven – Das Haus der Bösen Träume (2004)

Intruder
- 1: Erster Tag (2002, Bastei-Lübbe, ISBN 3-404-14800-2)
- 2: Zweiter Tag (2002, Bastei-Lübbe, ISBN 3-404-14801-0)
- 3: Dritter Tag (2002, Bastei-Lübbe, ISBN 3-404-14802-9)
- 4: Vierter Tag (2002, Bastei-Lübbe, ISBN 3-404-14803-7)
- 5: Fünfter Tag (2002, Bastei-Lübbe, ISBN 3-404-14804-5)
- 6: Sechster Tag (2003, Bastei-Lübbe, ISBN 3-404-14805-3)
- Sammelband 1-6: Intruder – Der vollständige Roman (2004, Bastei-Lübbe, ISBN 3-404-15074-0)

 Nemesis
- 1: Die Zeit vor Mitternacht (2004, Ullstein, ISBN 3-548-25878-6)
- 2: Geisterstunde (2004, Ullstein, ISBN 3-548-25889-1)
- 3: Alptraumzeit (2004, Ullstein, ISBN 3-548-25900-6)
- 4: In dunkelster Nacht (2004, Ullstein, ISBN 3-548-25965-0)
- 5: Die Stunde des Wolfs (2004, Ullstein, ISBN 3-548-25973-1)
- 6: Morgengrauen (2004, Ullstein, ISBN 3-548-25980-4)
- Sammelband 1-3: Drei Romane in einem Band (2006, Ullstein)
- Sammelband 4-6: Drei Romane in einem Band (2007, Ullstein)

Raven

## Science-Fiction

### Einzelromane
- Bastard (Nach einem Fernsehthriller von Manfred Purzer). Lübbe, 1989, ISBN 3-404-13220-3.
- Das Netz Heyne, 1996, ISBN 3-453-13582-2.
- Fragt Interchron! Edition Pestum, 1988, ISBN 3-401-08004-0.
- Maddrax – Mission Mars – Die Ankunft Bastei Lübbe, 2012, ISBN 978-3-404-20649-0.
- Nach dem großen Feuer Kosmos, 1984, ISBN 3-440-05386-5.

### Zyklen
Charity
Captain Charity Laird ist die Hauptfigur in bislang 12 Romanen.
- Charity 1 – Die beste Frau der Spaceforce. Lübbe, 1989, ISBN 3-404-23096-5.
- Charity 2 – Dunkel ist die Zukunft. Lübbe, 1990, ISBN 3-404-23098-1.
- Charity 3 – Die Königin der Rebellen. Lübbe, 1990, ISBN 3-404-23100-7.
- Charity 4 – In den Ruinen von Paris. Lübbe, 1990, ISBN 3-404-23102-3.
- Charity 5 – Die schlafende Armee. Lübbe, 1990, ISBN 3-404-23104-X.
- Charity 6 – Hölle aus Feuer und Eis. Lübbe, 1990, ISBN 3-404-23106-6.
- Charity 7 – Die schwarze Festung. Lübbe, 1991, ISBN 3-404-23110-4.
- Charity 8 – Der Spinnenkrieg. Lübbe, 1991, ISBN 3-404-23115-5.
- Charity 9 – Das Sterneninferno. Lübbe, 1991, ISBN 3-404-23117-1.
- Charity 10 – Die dunkle Seite des Mondes. Lübbe, 1991, ISBN 3-404-23121-X.
- Charity 11 – Überfall auf Skytown. Lübbe, 1998, ISBN 3-404-23207-0.
- Charity 12 – Der dritte Mond. Lübbe, 1999, ISBN 3-404-23213-5.

Dark Skies
- Dark Skies – Das Rätsel um Majestic 12. vgs, 1997, ISBN 3-8025-2453-5.
- Majestic – Die Saat des Todes. vgs, 1997, ISBN 3-8025-2643-0.

Dino-Land
(Heftromanserie zusammen mit Frank Thys und Manfred Weinland, Erste Auflage: August 1993)
Operation Nautilus
Bei der 12-teiligen Reihe "Operation Nautilus" handelt es sich um eine Neuauflage von "Kapitän Nemos Kinder" mit einem exklusiven Abschlussband.
- Die vergessene Insel. Ueberreuter, 2001, ISBN 3-8000-2820-4.
- Das Mädchen von Atlantis. Ueberreuter, 2001, ISBN 3-8000-2818-2.
- Die Herren der Tiefe. Ueberreuter, 2001, ISBN 3-8000-2819-0.
- Im Tal der Giganten. Ueberreuter, 2001, ISBN 3-8000-2821-2.
- Das Meeresfeuer. Ueberreuter, 2001, ISBN 3-8000-2822-0.
- Die schwarze Bruderschaft. Ueberreuter, 2001, ISBN 3-8000-2823-9.
- Die steinerne Pest. Ueberreuter, 2002, ISBN 3-8000-2883-2.
- Die grauen Wächter. Ueberreuter, 2002, ISBN 3-8000-2879-4.
- Die Stadt der Verlorenen. Ueberreuter, 2002, ISBN 3-8000-2881-6.
- Die Insel der Vulkane. Ueberreuter, 2002, ISBN 3-8000-2880-8.
- Die Stadt unter dem Eis. Ueberreuter, 2002, ISBN 3-8000-2882-4.
- Die Rückkehr der Nautilus. Ueberreuter, 2002, ISBN 3-8000-2878-6.

Spacelords
Entstanden ist das vierteilige Science-Fiction-Epos nach dem gleichnamigen Actionspiel. Die ersten drei Bände schrieb Hohlbein zusammen mit Johan Kerk, den letzten mit Ingo Martin.
- Hadrians Mond. Bastei Lübbe, 1993, ISBN 3-404-23144-9.
- St. Petersburg Zwei. Bastei Lübbe, 1994, ISBN 3-404-23147-3.
- Sandaras Sternenstadt. Bastei Lübbe, 1994, ISBN 3-404-23149-X.
- Operation Mayflower. Bastei Lübbe, 1995, ISBN 3-404-23162-7.

Stargate SG-1
- Der Feind meines Feindes. Bd. 2, Burgschmiet, 1999, ISBN 3-932234-21-9.
- Kreuzwege der Zeit. Bd. 3, Burgschmiet, 2000, ISBN 3-933731-25-9.
- Jagd ins Ungewisse. Bd. 4, Burgschmiet, 2000, ISBN 3-933731-26-7.
- Unsichtbare Feinde. Bd. 5, Burgschmiet, 2001, ISBN 3-933731-67-4.
- Tödlicher Verrat. Bd. 6, Burgschmiet, 2001, ISBN 3-933731-84-4.
- Episodenguide 1 (mit Frank Rehfeld), Burgschmiet, 2000, ISBN 3-933731-48-8.
- Episodenguide 2 (mit Frank Rehfeld), Burgschmiet, 2001, ISBN 3-933731-68-2.

Sternenschiff der Abenteuer
(unter dem Pseudonym Martin Hollburg)
- Der Findling im All. Bd. 1, Franckh-Kosmos, 1984, ISBN 3-440-05283-4.
- Die eisige Welt. Bd. 3, Franckh-Kosmos, 1984, ISBN 3-440-05310-5.
- Die Tiger von Vaultron. Bd. 4, Franckh-Kosmos, 1984, ISBN 3-440-05368-7.
- Der Sonnenfresser. Bd. 5, Franckh-Kosmos, 1984, ISBN 3-440-05371-7.
- Das Kristallhirn. Bd. 6, Franckh-Kosmos, 1985, ISBN 3-440-05407-1.
- Die Zeitfalle des Delamere. Bd. 7, Franckh-Kosmos, 1985, ISBN 3-440-05442-X.

Armageddon
- Armageddon, Piper, 2017, ISBN 978-3-492-70441-0
- Armageddon: Die Nephilim, Piper, 2019, ISBN  978-3-492-70442-7

## Abenteuer
Zusammen mit seiner Tochter Rebecca Hohlbein entstanden mehrere Bücher zu den erfolgreichen Kinofilmen Fluch der Karibik. Auch tat sich Hohlbein als Indiana-Jones-Romanautor hervor.
Pirates of the Caribbean
(mit Rebecca Hohlbein)
1. Fluch der Karibik (2006, = Buch zum Kinofilm, vgs, ISBN 3-8025-3540-5)
2. Fluch der Karibik 2 (2006, = Buch zum Kinofilm, vgs, ISBN 3-8025-3541-3)
3. Am Ende der Welt (April 2007, = Buch zum Kinofilm, vgs, ISBN 978-3-8025-3616-8)

Des Weiteren wurde ein in drei Teile unterteiltes Buch zu Fluch der Karibik in einer Zusammenarbeit des Verlags vgs, Nestlé und Disney Aktionspackungen von Nestlé Cini Minis, Lion Cereals und Clusters und Chokella beigelegt. Diese drei Bücher im 64-Seiten-Format waren nicht im Buchhandel erhältlich, Starttermin dieser Aktion war die Fußball-WM 2006.
- a) Das schwarze Schiff
- b) Aztekengold
- c) Das Blut des Piraten

Indiana Jones
1. Indiana Jones und die Gefiederte Schlange. Goldmann Verlag, München 1990, ISBN 3-442-09722-3.
2. Indiana Jones und das Schiff der Götter. Goldmann Verlag, München 1990, ISBN 3-442-09723-1.
3. Indiana Jones und das Gold von El Dorado. Goldmann Verlag, München 1991, ISBN 3-442-09725-8.
4. Indiana Jones und das verschwundene Volk. Goldmann Verlag, München 1991, ISBN 3-442-41028-2.
5. Indiana Jones und das Schwert des Dschingis Khan. Goldmann Verlag, München 1991, ISBN 3-442-09726-6.
6. Indiana Jones und das Geheimnis der Osterinseln. Goldmann Verlag, München 1992, ISBN 3-442-41052-5.
7. Indiana Jones und das Labyrinth des Horus. Goldmann Verlag, München 1993, ISBN 3-442-41145-9.
8. Indiana Jones und das Erbe von Avalon. Goldmann Verlag, München 1994, ISBN 3-442-41144-0.

Thor Garson
Bearbeitete Neuauflage der Indiana-Jones-Romane Hohlbeins.
1. Der Dämonengott (Juli 2007, Ueberreuter, ISBN 978-3-8000-5353-7 → Vorlage: Indiana Jones und die Gefiederte Schlange)
2. Das Totenschiff (Juli 2007, Ueberreuter, ISBN 978-3-8000-5352-0 → Vorlage: Indiana Jones und das Schiff der Götter)
3. Der Fluch des Goldes (Juli 2007, Ueberreuter, ISBN 978-3-8000-5354-4 → Vorlage: Indiana Jones und das Gold von El Dorado)
4. Das Kristall des Todes (Januar 2008, Ueberreuter, ISBN 978-3-8000-5383-4 → Vorlage: Indiana Jones und das Geheimnis der Osterinseln)
5. Das Schwert der Finsternis (2018 → Vorlage: Indiana Jones und das Schwert des Dschingis Khan) Nur als E-Book erhältlich

Die Abenteurer (Heftroman)
Band 21 – Der Fluch der Maske, Bastei-Verlag, Bergisch Gladbach, 1992–1993

## Sonstiges
- Das große Wolfgang Hohlbein-Buch. Bastei-Lübbe, Bergisch Gladbach 1994, ISBN 3-404-28220-5.
  - Von Hexen und Drachen. Bastei-Lübbe, Bergisch Gladbach 2000, ISBN 3-404-28323-6 (Neuauflage von Das große Wolfgang Hohlbein-Buch).
- Das zweite Gesicht. Kurzgeschichte aus "Nächtliche Begegnung". 2000 (als E-Book erschienen).
- Der achtbeinige Tod. Bastei-Lübbe, Bergisch Gladbach.
- Der letzte Aufschlag. Goldmann, 1989, ISBN 3-442-09307-4.
- Ricky jagt die Drogenhändler. unter dem Pseudonym Henry Wolf. Ueberreuter, Wien 1994, ISBN 3-8000-2396-2.
- No Escape - Insel der Toten. mit Jens Schumacher, Illustrator: Steffen Winkler. Knaur HC, München 2022, ISBN 978-3-426-22776-3.
- Vorwort zu Spielmann Michels Rattenplage von Michael Völkel. Edition Paashaas-Verlag, Hattingen 2010, ISBN 978-3-945725-62-7.

### Bücher zu Filmen
- Die Eisprinzessin. Aufbau, Berlin 1995, ISBN 3-7466-1250-0 (Das Buch zum Film, nach einer Idee von Katarina Witt).
- Die Hand an der Wiege. Lübbe, Bergisch Gladbach 1992, ISBN 3-404-13453-2 (Der Roman zum Film).
- Der Fahnder. Bastei-Lübbe, Bergisch Gladbach 1987, ISBN 3-404-13108-8.
- Wiedergeburt. 'The Wanderer'. Heyne, München 1996, ISBN 3-453-13576-8 (Das Buch zur Fernsehserie Die Macht des Schwertes).
- Stirb langsam - jetzt erst recht. Lübbe, Bergisch Gladbach 1995, ISBN 3-404-13751-5 (Das Buch zum gleichnamigen Film mit Bruce Willis).
- Das Blut der Templer. Ullstein, Berlin 2006, ISBN 3-548-26474-3 (Das Buch zum gleichnamigen Film mit Mirko Lang, Harald Krassnitzer, Ralph Herforth, Catherine Flemming und Oliver Masucci).
- Fluch der Karibik 1-3. Egmont Vgs, Berlin 2006, ISBN 3-8025-3540-5 (Das Buch zum Film mit Johnny Depp).
- Wir sind die Nacht. Heyne Verlag, München 2010, ISBN 978-3-453-26678-0 (Das Buch zum gleichnamigen Film nach dem Drehbuch von Jan Berger).

### Bücher von Hohlbein mit Kurzgeschichten verschiedener Autoren
- Wolfgang Hohlbeins Fantasy Selection 1999. Kurzgeschichtensammlung. Weitbrecht Verlag, 1998, ISBN 3-522-71805-4. (Auch erschienen als Wolfgang Hohlbeins Fantasy Selection)
- Fantasy Selection 2000. Kurzgeschichtensammlung. Weitbrecht Verlag, 1999, ISBN 3-522-71745-7. (Auch erschienen als Wolfgang Hohlbeins New Fantasy Selection)
- Wolfgang Hohlbeins Fantasy Selection 2001. Kurzgeschichtensammlung. Weitbrecht Verlag, 2000, ISBN 3-522-71665-5. (Auch erschienen als Wolfgang Hohlbeins Fantasy Selection – Nächtliche Begegnung)

- Flammenflügel
- Fantastische Kreaturen (Juli 2009)
- Wolfgang Hohlbein präsentiert, Fantastische Weihnachten 14 Storys (2006, Ueberreuter, ISBN 978-3-8000-5227-1)